# Gallien
Ne pas confondre avec Galien, médecin grec du IIe siècle.
 (novembre 2022).
Si vous disposez d'ouvrages ou d'articles de référence ou si vous connaissez des sites web de qualité traitant du thème abordé ici, merci de compléter l'article en donnant les références utiles à sa vérifiabilité et en les liant à la section « Notes et références ».
Gallien (Publius Licinius Egnatius Gallienus) (v. 218 - septembre 268) est un empereur romain d'octobre 253 à septembre 268 ap. J.-C. D'abord coempereur, il partage le pouvoir avec son père Valérien jusqu'en 260. Son règne a été l'une des périodes les plus critiques pour l'Empire romain. Après la lourde défaite de Valérien contre les Perses et la capture de l'empereur, Gallien hérite d'une situation tragique, marquée par un grand nombre de rébellions, de tentatives d'usurpations et une reprise des invasions sur toute la longueur de la frontière européenne de l'empire, du Rhin au Danube. Face aux menaces intérieure et extérieure, il contient cependant les invasions et lutte contre les usurpateurs, notamment Postume en Gaule, tout en se conciliant Odénat en Orient, pour parer au plus pressé. Son règne extrêmement difficile est considéré par les sources antiques comme le fait d'un débauché et d'un incapable, mais les historiens modernes portent sur son œuvre un jugement beaucoup moins sévère.

## Sources
La tradition d'inspiration sénatoriale donne du règne de Gallien une image très défavorable. Il y est en effet accablé de tous les défauts : paresseux et débauché, efféminé et entouré de mignons, tyran implacable, lâche sur le champ de bataille ; elle affirme que le monde romain se serait désintégré si de valeureux provinciaux n'avaient contenu les Barbares de l'Occident et de l'Orient (l’Histoire Auguste oppose sans cesse à Gallien les mérites de ses rivaux Postume et Odénat), mais passe sous silence ses réformes les plus lucides qui annoncent la tétrarchie.
Il est contraint de défendre seul la frontière danubienne  et l'Italie car des régions entières font sécession, tant en Occident qu'en Orient. Assailli par des usurpateurs (nommés les « Trente Tyrans » par l'Histoire Auguste) et confronté à des invasions sur presque toutes les frontières, il dut en outre faire face à des sécessions à l'intérieur de l'Empire.

## Sécessions au sein de l'Empire
Plusieurs régions de l'Empire connaissent des révoltes, des usurpations et des sécessions : elles naissent de la même préoccupation de trouver sur place les moyens d'une défense que l'Empire centralisé n'est plus capable d'assurer dans toutes les régions à la fois.
Les deux sécessions les plus importantes éclatent là où la pression est la plus importante (en Gaule face aux Germains et à Palmyre face aux Perses), montrant tout à la fois la faiblesse du pouvoir central et la volonté de résistance des provinciaux.

### Empire gaulois
Devant l'incapacité de Salonin, fils de l'empereur, l'armée du Rhin, au lendemain de la désastreuse invasion des Alamans de 259-260, proclame l'un de ses chefs d'origine gauloise, Postume, qui est reconnu par les élites gauloises. Celui-ci établit son autorité sur la Bretagne, l'Espagne et les Germanie inférieure et supérieure. Certains historiens ont qualifié cette sécession d'Empire des Gaules, donnant à penser qu'il s'agissait d'une dissidence.
Postume revêt tous les insignes qui sont ceux des empereurs romains, il frappe des monnaies en Gaule dont les inscriptions rappellent l'éternité de Rome, mais il n'a pas la prétention d'exercer le pouvoir à Rome. Il obtient des succès notables face aux Francs et réussit à protéger la Gaule mais aussi à repousser les attaques de Gallien en 261 puis en 266.

### Royaume de Palmyre
Après la capture de Valérien, alors que les provinces orientales de l'empire sont à la merci du Perse Shapur Ier, Odénat, notable de Palmyre (riche cité caravanière de Syrie), prend le contrôle de la région et écrase plusieurs fois les forces perses. Il dispose d'excellents archers et d'une forte cavalerie et réussit à stabiliser la situation en Orient.
Il avait reçu de Valérien des titres honorifiques. Gallien lui en octroie également, dont celui de dux Romanorum, qui lui permet de diriger légalement les forces romaines qu'il commandait déjà de facto. L'enjeu est double pour Gallien : se concilier Odénat afin de pouvoir librement combattre Postumus en Gaule et les Goths en Illyricum (l'Illyrie), et permettre au royaume de Palmyre de combattre l'empire perse au nom de l'empereur.
Odénat se fait appeler roi des rois. Ne pouvant conclure de paix avec les Perses, il se range du côté de Gallien et agit comme son légat tout-puissant en Orient : il met fin à deux usurpations en tuant les prétendants au trône impérial et remporte des succès notables face aux Perses, parvenant à ramener sous domination romaine les provinces enlevées par ceux qu'on nomme encore les Parthes. Odénat et Gallien parviennent à rester en bons termes, le premier agissant au nom du second qui, en contrepartie, lui laisse les mains libres en Orient. Le premier est assassiné en 267 à la suite d'un complot tramé dans sa famille. Le pouvoir passe à son épouse Zénobie et à son fils Vaballath, qui obtiennent dans un premier temps la confiance de Gallien, mais finissent par prendre leurs distances avec l'empire et se constituent en puissance indépendante.
Si ces péripéties illustrent pour l'Histoire Auguste les qualités d'Odénat, que Gallien est incapable de subjuguer, l'historiographie moderne y voit le fruit d'une politique de conciliation intelligente de l'empereur, qui accepte de déléguer son pouvoir momentanément à des potentats tout-puissants dans des zones précises, afin de se concentrer successivement sur les différents fronts et problèmes qui assaillent l'empire.

## Réformes militaires

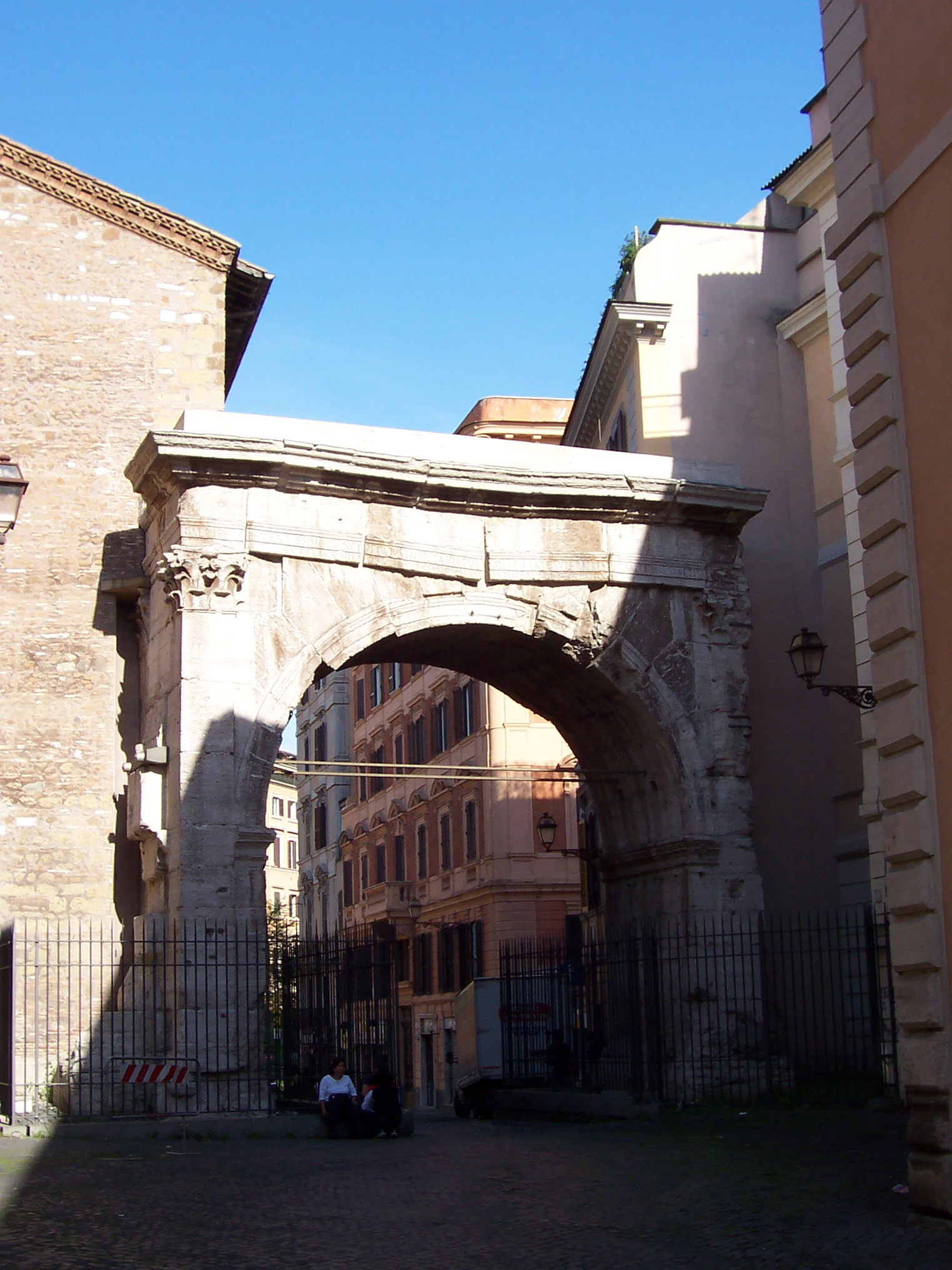
Arc de Gallien

Disposant d'une certaine durée dans l'exercice de sa charge, Gallien prend l'initiative d'engager plusieurs réformes d'ordre militaire en vue de faire face aux dangers les plus pressants.
Il modifie l'attribution des commandements au sein de l'armée : il retire aux sénateurs le commandement des légions pour le confier à des chevaliers qui sont souvent des officiers expérimentés illyriens ou pannoniens sortis du rang. La décision se justifie si l'on considère l'expérience militaire des uns et des autres, très en faveur de l'ordre équestre. Les sénateurs n'ont jamais pardonné à Gallien cette mesure, d'autant que ce dernier était issu de leur ordre.
Gallien repense le mode de combat de l'armée romaine et accorde une place plus importante à la cavalerie, mieux adaptée à la mobilité des troupes germaniques. Dans le même temps, il recourt à des mercenaires barbares qui sont soit des prisonniers, soit des volontaires, et qui combattent avec les troupes sans en faire partie. Pour cela, il effectue des « vexillations », la division en deux des légions déjà existantes.
Il crée un commandement militaire, le Magister equitum, à la tête de vexillations regroupées dans le nord de l’Italie pour protéger celle-ci d’éventuelles invasions barbares ou d'usurpateurs tel que Postume. Cette concentration d’unités militaires sous l’autorité du Magister equitum, en Italie, près de l’empereur, permit à son titulaire de jouer un rôle politique similaire à celui des préfets du prétoire et de la garde prétorienne. En effet, on ne tarda pas à voir un Magister equitum prendre la pourpre. Ce fut le cas du successeur de Gallien lui-même, Claude II le Gothique.
Il crée aussi les protectores, troupes d'élite protégeant l'empereur, qui seront surnommées « faiseuses d'empereurs ».
Il réaménage le limes rhéno-danubien en abandonnant les Champs Décumates (qui seront un no man's land jusque vers 300) et borne l'empire à la rive gauche du Rhin et au Danube supérieur.
Gallien remporta des victoires militaires et il prit sa part dans le redressement que connut la fin du siècle, notamment en réformant l'armée, ce qui permettra aux empereurs illyriens de repousser les invasions. Malgré un règne très troublé, il réussit à se maintenir au pouvoir quinze années durant, longévité exceptionnelle au IIIe siècle.

## Empereur humaniste
Gallien est, tout comme Auguste et Hadrien, un amoureux de la Grèce et d'Athènes dont il est un des archontes éponymes de 264 - 265. Il semble avoir cherché à restaurer l'Empire humaniste des Antonins : il tient à maintenir la balance égale entre les deux parties de l'Empire. Ses convictions intimes ne sont pas évidentes à percer : Déméter est sa divinité préférée et il se fait initier aux mystères d'Éleusis, renouant avec une tradition qui avait cours sous les Sévères.
Il est un adepte de la philosophie néoplatonicienne. Il s'entoure d'un cercle des plus brillants dont le philosophe Plotin est le chef. Ce dernier est le compagnon et le conseiller de l'empereur ainsi que de son épouse Salonine et des milieux de la Cour. Par ses tendances personnelles et par le choix de cet entourage, il ne fait aucun doute que Gallien s'attire à la fois le mépris des militaires pannoniens de son état-major et la haine du Sénat, qu'Hadrien a déjà connue pour les mêmes raisons. En ce siècle brutal où le sort de l'Empire est plus que jamais entre les mains des soldats, la figure de cet empereur humaniste prend un singulier relief.
Contrairement à son père, il tolère les chrétiens : il leur accorde la liberté de pratiquer leur culte par un rescrit de Milan en 260 adressé à des évêques d’Égypte et fait restituer aux églises les biens confisqués, notamment les cimetières. S'ouvre alors une période de tolérance de quarante ans dit petite paix de l'Église au cours de  laquelle se développera l'implantation du christianisme.

## Assassinat
Gallien est assassiné alors qu'il assiège l'usurpateur Auréolus, retranché dans Milan. Le jeune consul Marinianus — successeur présomptif  de Gallien, fils ou cousin de celui-ci —, le frère de l'empereur, Licinius Valérien, ainsi que sa veuve Salonine périssent lors de la purge ordonnée par le sénat parmi les partisans de Gallien. Proclamé empereur, son successeur, Claude le Gothique, dont on ne sait s'il participe à la conspiration qui est fatale à Gallien, paraît s'en offusquer, punit les coupables et force le sénat à diviniser son prédécesseur.

## Noms successifs
- 218, Naît Publius Licinius Egnatius Gallienus
- 253, fait Auguste par Valérien : Imperator Caesar Publius Licinius Valerianus Pius Felix Invictus Augustus
- gagne les surnoms Germanicus Maximus Persicus Maximus
- 268, titulature à sa mort : Imperator Caesar Publius Licinius Valerianus Egnatius Gallienus Pius Felix Invictus Augustus Germanicus Maximus Persicus Maximus, Pontifex Maximus, Tribuniciae Potestatis XVI, Imperator I, Consul VII, Pater Patriae.

## Représentations

### Portraits de Gallien
- Un buste de Gallien est conservé au sein de l'Altes Museum de Berlin.
- Il semble qu'il faille considérer le « portrait d'un flamine » conservé au Musée du Louvre (inventaire MR 622 / n°usuel Ma 341) comme étant celui d'un buste de l'empereur Gallien. En effet, la ressemblance avec le buste de Berlin est flagrante.

### Évocations artistiques
- Le Gladiateur Magnifique, péplum italien de 1964 d'Alfonso Brescia
- Gallien, pièce de théâtre française de 2004 de Julien Bouchard-Madrelle créée en 2008 au Théâtre des Hauts-de-Seine de Puteaux dans une mise en scène de Colette Louvois.